# EX-364
La carretera EX-364 es de titularidad de la Junta de Extremadura. Su categoría es local. Su denominación oficial es   EX-364 , de   N-432  a Los Santos de Maimona.